# Desmond Washington
Desmond 'Desi' Washington, né le 6 juillet 1992, à Harrisburg, dans l'État de Pennsylvanie est un joueur professionnel américain de basket-ball à Étoile sportive Saint-Michel Le Portel Côte d'Opale. Il évolue au poste de meneur.

## Biographie
Il signe le 26 novembre 2021 pour l'Élan Chalon en remplacement d'Ahmaad Rorie,.

## Clubs
- 2015-2016 :  Ohud Medina (Première League)
- 2017 :  KK Igokea (Super Liga)
- 2017-2018 :  Dynamic Vip Pay (KLS)
- 2018 :  Student Mostar (Super Liga)
- 2018-2019 :  GTK Gliwice (PLK)
- 2019-2020 :  Ankara Anadolu (TBL)
- 2019-2020 :  Hapoël Holon (Ligat HaAI)
- 2020-2021 :  Duzce (TBL)
- 2021 :  Antalya Güneşi (TBL)
- 2021-2022 :  Chalon-sur-Saône (Pro B)
- depuis 2022 :  Szedeák (en)
- depuis 2023 : Étoile sportive Saint-Michel Le Portel Côte d'Opale (Championnat de France de basket-ball)
- depuis 2024 :  CCBM de Chartres (Championnat de France de basket-ball de deuxième division)